# Hugues Wailliez
Hugues Wailliez (Leuven, 8 juli 1969) is een voormalig Belgisch volksvertegenwoordiger.

## Levensloop
Wailliez was politiek actief voor de extreemrechtse Franstalige partij Front National, die was opgericht door zijn toenmalige schoonvader Daniel Féret. Voor deze partij werkte hij van 1994 tot 1999 als Europees ambtenaar. Hij was tevens voorzitter van de jongerenafdeling van de partij (FNJ) en ondervoorzitter van de partij.
Op lokaal politiek niveau werd Wailliez in oktober 1994 verkozen tot gemeenteraadslid van Sint-Jans-Molenbeek. In september 1995 nam hij ontslag omdat hij naar Aat verhuisde. Enkele maanden eerder, in mei 1995, werd hij voor het arrondissement Charleroi-Thuin verkozen in de Kamer van volksvertegenwoordigers, waar hij tot in juni 1999 bleef zetelen. Bij de Europese verkiezingen van juni 1999 voerde Wailliez de FN-lijst voor het Europees Parlement aan, maar hij raakte niet verkozen. Kort daarop nam hij onder druk van zijn partij ontslag uit al zijn partijfuncties en verliet hij de politiek.